# Podnikatelská družstevní záložna
Podnikatelská družstevní záložna (PDZ) byla kampelička, která vstoupila na trh v roce 1996 jako první novodobá kampelička v Česku. ČNB záložně v roce 2024 zakázala přijímat vklady a poskytovat úvěry, v lednu 2025 jí pak byla odebrána licence kampeličky. 

## Historie
Ustavující členská schůze kampeličky proběhla v roce 1995. O rok později vstoupila na trh.
Předseda/předsedkyně představenstva:
- JUDr. Antonín Janák 2001 až 2004

- Tereza Bisová 2009 až 2017
- René Szonowski 2017 až 2021
- Robert Zelenka 2021 až 2024[2]

## Členové
Kampelička měla v době založení 34 členů. Do roku 2022 jejich počet stoupl na 150. K 31. prosinci 2024 měla méně než 50 členů.
V letech 2015–2020 byl jejím členem předseda ODS a budoucí premiér Petr Fiala. Členem byl do ledna 2024 také jeho poradce pro zdravotnictví Ivan Netuka. K členům patřili také bývalý předseda poslaneckého klubu ODS Petr Tluchoř nebo bývalý ministr zdravotnictví za ODS Luděk Rubáš, ve spojení s PDZ byl i náměstek ministra zemědělství Roman Boček.
Peníze měl v kampeličce uložené také výkonný ředitel stavební firmy Geosan Ivan Havel, který je jedním z obviněných v kauze Motol.
Kampeličku neoficiálně ovládal podnikatel Kamil Bahbouh. Jeho firmy, které byly členy záložny, v letech 2017 až 2022 přes kampeličku posílaly dary ve výši 208 tis. eur (přes 5 mil. Kč) bruselskému think-tanku New Direction, který v letech 2018 až 2023 věnoval 280 tis. eur (přes 7 mil. Kč) českému spolku Pravý břeh – Institut Petra Fialy, spojenému s ODS.

## Kontroverze
Finanční analytický úřad záložně v roce 2021 udělil 150tisícovou pokutu za to, že nedostatečně naplňovala povinnosti podle zákona proti praní špinavých peněz. V roce 2022 jí Česká národní banka udělila pokutu 200 tisíc korun za řadu nedostatků, např. neexistující kontrolní systém.
Z kampeličky se ztratilo 14 milionů eur (asi 350 milionů Kč), určených na nákup munice pro Ukrajinu. V letech 2020 až 2023 bylo ze záložny vybráno 669 mil. Kč v hotovosti, když 90 % bylo vybráno jen 12 fyzickými osobami. Jednou z těchto osob byl podnikatel Kamil Bahbouh, který vybral přes 55 mil. Kč.
V březnu 2024 Česká národní banka zahájila se záložnou správní řízení směřující k odnětí povolení působit jako družstevní záložna. Důvodem byly závažné nedostatky v činnosti družstevní záložny. ČNB záložně s okamžitou účinností zakázala přijímat vklady a poskytovat úvěry. Stanovila také omezení v nakládání s aktivy a pasivy a omezení hotovostních operací. ČNB v této věci postupovala podle zákona č. 374/2015 Sb. o ozdravných postupech. V červnu téhož roku předseda představenstva Robert Zelenka spáchal sebevraždu.
V lednu 2025 ČNB odňala Podnikatelské družstevní záložně povolení působit jako spořitelní a úvěrní družstvo. V návaznosti na tento krok ČNB podala soudu návrh na zrušení PDZ, její likvidaci a jmenování likvidátora. K 31. prosinci 2024 měla méně než padesát členů, objem klientských vkladů činil necelý milion korun a celková bilanční suma 65 milionů korun.